# Kaszyce
Kaszyce ist eine Ortschaft mit einem Schulzenamt der Gemeinde Orły im Powiat Przemyski der Woiwodschaft Karpatenvorland in Polen.

## Geschichte

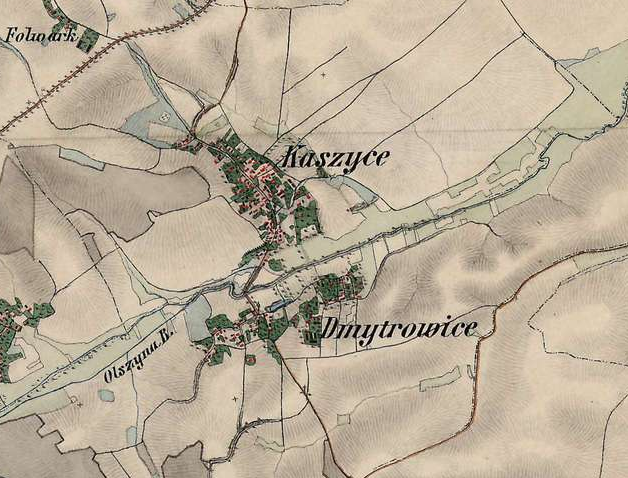
Kaszyce und Dmytrowice (heute Olszynka) auf der Franziszeischen Landesaufnahme um die Mitte des 19. Jahrhunderts

Kaszyce ist ein Rundling, was auf eine frühe Gründung hindeutet. Der Ort wurde im Jahr 1397 als Cassicze erstmals urkundlich erwähnt, obwohl als das Gründungsdatum von Kassicze 1437 im Dorf selbst gefeiert wurde. Der Ortsname ist vom Personennamen Kasza (Spitzname für Ka-nimir, Ka-zimir/Kazimierz oder Ka-likst) oder vom Appellativ kasza (Grütze) mit dem Suffix -ice abgeleitet. Das Dorf im Przemyśler Land der Woiwodschaft Ruthenien war im Gegensatz zur benachbarten Orten überwiegend von römisch-katholischen (eine römisch-katholische Filialkirche von Pantalowice, 30 Kilometer im Westen, wurde vor dem Jahr 1400 errichtet) und polnischsprachigen Leuten bewohnt und lag an der ethnischen Grenze. Unmittelbar im Süden lag damals das griechisch-katholisch-ukrainische Dmytrowice (nach dem Krieg und der Aktion Weichsel auf Olszynka umbenannt).
In der Zeit der Reformation gehörte das Dorf zur Familie Gorajski, unter deren Herrschaft die örtliche römisch-katholische Kapelle kalvinistisch wurde. Die römisch-katholische Pfarrei im Bistum Przemyśl wurde im Jahr 1724 errichtet.
Bei der Ersten Teilung Polens kam Kaszyce 1772 zum neuen Königreich Galizien und Lodomerien des habsburgischen Kaiserreichs (ab 1804). Nach der Aufhebung der Patrimonialherrschaften bildete es eine Gemeinde im Bezirk Jaroslau. Im Jahr 1900 hatte die Gemeinde Kaszyce 326 Hektar Fläche, 153 Häuser mit 866 Einwohnern, davon alle waren polnischsprachig, außer 844 Römisch-Katholiken, gab es 19 Juden und 3 Griechisch-Katholiken.
1918, nach dem Ende des Ersten Weltkriegs, dem Zusammenbruch der k.u.k. Monarchie und dem Ende des Polnisch-Ukrainischen Kriegs, kam der Ort zu Polen. Unterbrochen wurde dies nur durch die Besetzung Polens durch die Wehrmacht im Zweiten Weltkrieg.
Von 1975 bis 1998 gehörte Kaszyce zur Woiwodschaft Przemyśl.